# Formsprutning
Formsprutning är den viktigaste metoden för framställning av plastdetaljer. Metoden används för bearbetning av termoplaster men är idag användbar även för termoelaster, härdplaster och elaster. Alla vanliga plastmaterial kan bearbetas genom formsprutning; homogena såväl som cellulära liksom material med fyllmedel eller fiberarmering.
Bilden till höger gestaltar hur typiska formsprutningsmaskiner kan se ut. Maskinerna består av en sprutenhet och en formlåsningsenhet samt en för varje produkt unikt formverktyg. Sprutenheten matas med granulerad/mald plast i en tratt som leder ner till en uppvärmd cylinder. Smälttemperaturen ligger i de flesta fall mellan ca. 175 och 300 grader C. Temperaturen är beroende av materialtyp. Plasten drivs fram av en skruv som också fungerar som kolv. Plasten smälts och doseras i en diskontinuerlig process. Formlåsningsenheten är stängd tills att tillräckligt mycket plast smält och rätt tryck byggts upp (50-150 MPa). Formen, som oftast är tvådelad, fylls med "smältan" (den smälta plasten) som kyls, sedan öppnas formen när plasten har stelnat. De vanligaste maskinstorlekarna har en låskraft från ca. 30 ton till ca. 1000 ton men det finns maskiner från något tons storlek upp till 8000 ton.
Det är mycket viktigt att hela formen fylls och att smältan inte stelnar på vägen. Plasten blir då spröd vilket gör att den lätt går sönder. Viktiga faktorer är därför smältans temperatur, trycket i sprutenheten, formens temperatur, kyltiden och själva formens dimensioner och utformning.
Om töjningen i materialet överstiger elasticitetsgränsen så kallad plasticering, så medför det att materialet inte fjädrar tillbaka till sin ursprungliga form vid avlastning. Det vill säga det uppstår bestående deformation.

## Formverktyg
Enligt Svensk Standard benämns verktyg vid plastbearbetning helst form men formverktyg är tillåtet och har kanske blivit den vanligaste benämningen. Formverktyget är det centrala i formsprutningsprocessen. Ett rätt utformat formverktyg är avgörande för detaljens kvalitet och produktionens ekonomi.
Formens uppgift vid bearbetning av termoplaster är följande:

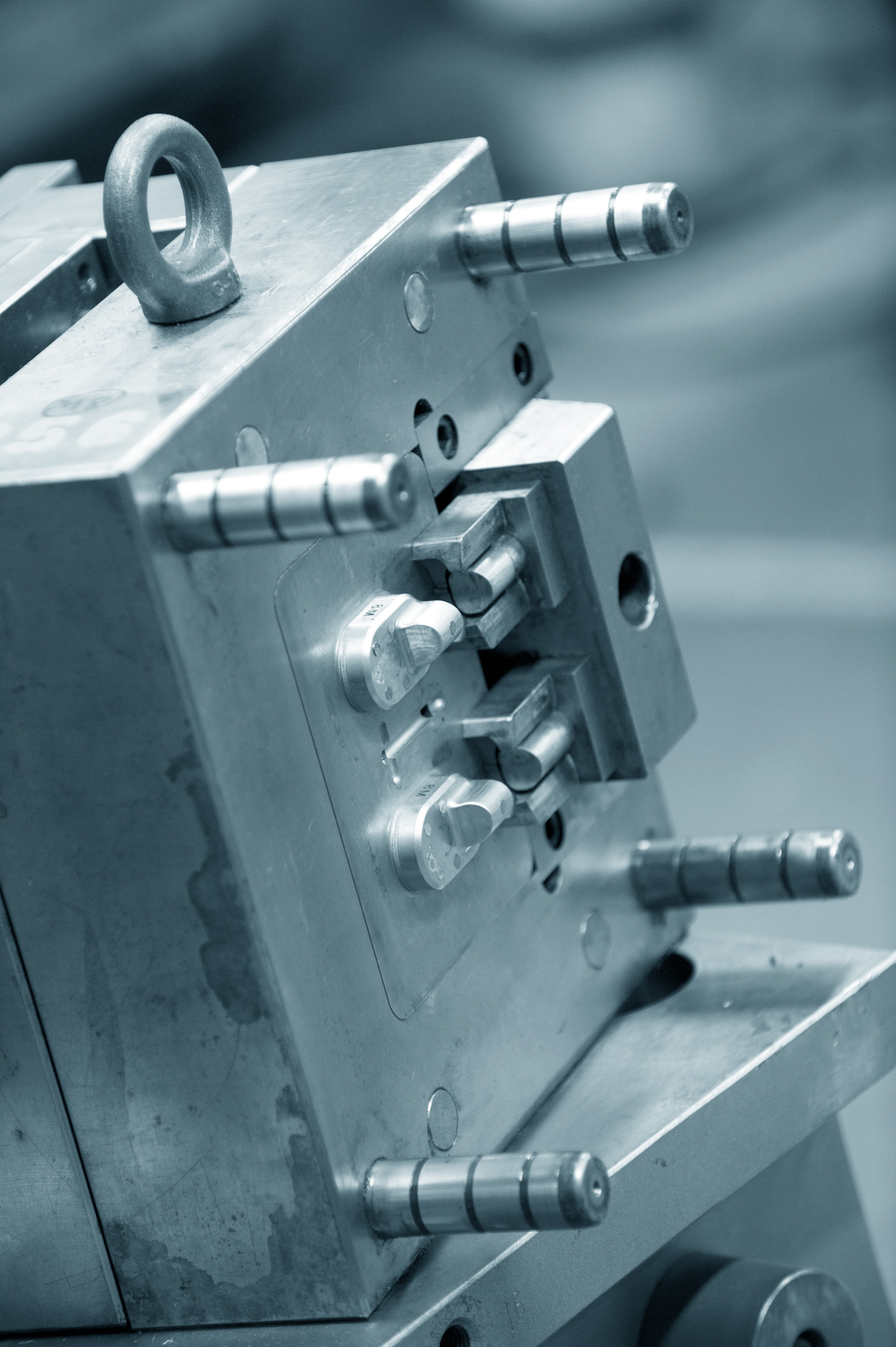
Ett formverktyg med två stycken kaviteter

- att distribuera den smälta plasten i formverktyget
- att forma den smälta plasten i ett formrum till önskvärd geometri
- att kyla den formade smältan till en solid detalj genom temperering
- att befria detaljen från formen med hjälp av ett utstötarsystem

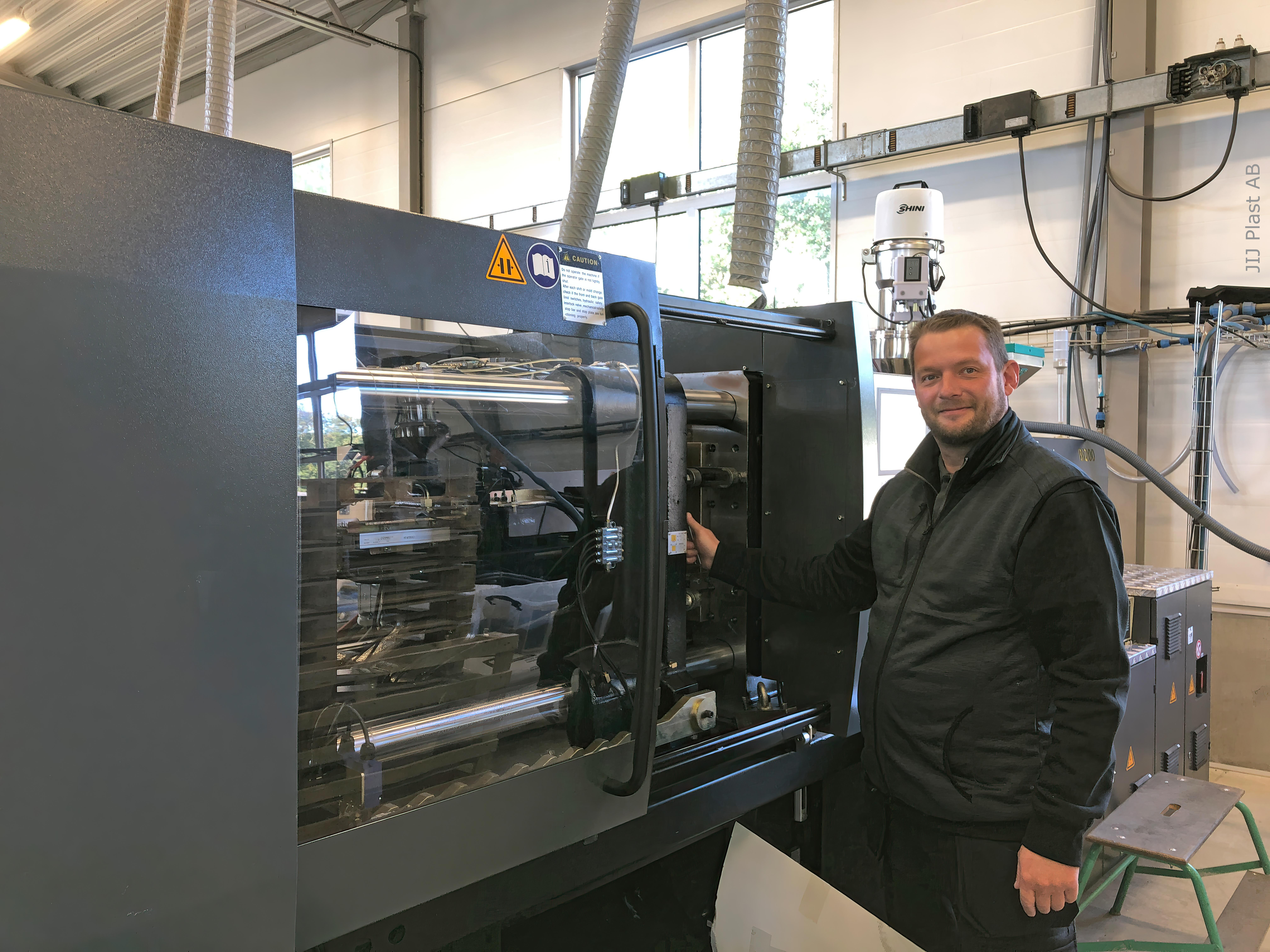
Formspruta för tillverkning av plastdetaljer